# تامار گیندین
تامار عیلام گیندین (به عبری: תמר עילם גינדין) (متولد ۶ نوامبر ۱۹۷۳ میلادی) مدرس زبان‌های ایرانی و عضو هیئت علمی دانشکده شالم در دانشگاه عبری اورشلیم و عضو مرکز عزرای پژوهش‌های ایرانشناسی و خلیج فارس در دانشگاه حیفا است. زمینه تخصصی او زبان‌های فارسیهود (یا فارسی-یهودی) در دوران ابتدایی و همچنین زبانِ معاصر یهودیانِ یزدی است. او دانش‌آموخته دانشگاه عبری اورشلیم در اسرائیل است.
در ژوئن ۲۰۱۵، تایمز اسرائیل مدعی شد که چندین حساب ایمیل تامار عیلام گیندین مورد حمله هکرهای ایرانی قرار گرفته است.
«خوب، بد و جهان، سفری به ایران پیش از اسلام» نام کتابی است که ناشر آن، شرکت انتشاراتی «مودان» وابسته به وزارت دفاع اسرائیل است. این کتاب که نتیجهٔ پژوهش‌های دکتر عیلام گیندین است، به‌ویژه برخی از ارتباط‌های دیرینه میان زبان‌های باستانی ایران‌زمین با زبان عبری را مورد بررسی قرار داده است. خانم گیندین در کتاب خود، بسیاری از ارتباط‌های جالب میان زبان‌های پارسی باستان و حتی فارسی امروزی را با واژگان وارد شده به عبری توضیح داده است که ممکن است خواننده اسرائیلی، به‌ویژه زبان‌شناس‌ها، را غافلگیر کند.

## گزیدهٔ آثار
- T. E. Gindin, “The Commentary on the Book of Ezekiel in Early Judaeo-Persian,” Pe‘amim 84, 2000, pp. 40-54 (Hebrew).
- Idem, “Judeo-Iranian (non-Persian),” Jewish Language Research website at http://www.jewish-languages.org/judeo-iranian.html بایگانی‌شده  در ۲۹ ژوئیه ۲۰۱۶ توسط Wayback Machine, 2002a.
- Idem, “Three Fragments of an Early Judeo-Persian Tafsir of Ezekiel,” Jerusalem Studies in Arabic and Islam 27 (Studies in Honour of Shaul Shaked II), 2002b, pp. 396-418.
- Idem, “The Tafsir of Ezekiel: For Copyists or four Authors?” in Persian Beginnings, ed. L. Paul, Wiesbaden, 2003, pp. 15-30.
- Idem, “(Iran) Language,” in Jewish Communities in the East in the Nineteenth and Twentieth Centuries, ed. Haim Saadoun, Jerusalem, 2005a, pp. 97-108.
- Idem, “Middle Persian Survivals and Other Lexicographical Puzzles in early Judaeo-Persian,” in Middle Iranian Lexicography, ed. C. Cereti and M. Maggi, Rome, 2005b.
- The Book of Esther Unmasked

در دانشنامه ایرانیکا:
- JUDEO-PERSIAN COMMUNITIES viii. JUDEO-PERSIAN LANGUAGE
- YAZD iv. THE JEWISH DIALECT OF YAZD